# Бильберг, Густаф Юхан
Густаф Юхан Бильберг (швед. Gustaf Johan Billberg, 14 июня 1772 — 26 ноября 1844) — шведский ботаник, зоолог, натуралист (естествоиспытатель), юрист, рыцарь Ордена Полярной Звезды, член-корреспондент Петербургской академии наук (1820).

## Биография
Густаф Юхан Бильберг родился в городе Карлскруна 14 июня 1772 года.
В 1806—1809 годах была опубликована его работа Svensk zoologie. В 1815—1816 годах была опубликована его работа Ekonomisk botanik.
Густаф Юхан Бильберг умер в Стокгольме 26 ноября 1844 года.

## Научная деятельность
Густаф Юхан Бильберг специализировался на семенных растениях.

## Научные работы
- Svensk zoologie (1806—1809)[4].
- Ekonomisk botanik (1815—1816)[4].
- Enumeratio insectorum in museo.
- Synopsis Faunae Scandinaviae.

## Почести
Род растений Billbergia был назван в его честь:

Имя дано в честь известнейшего ботаника, мудрейшего автора изящной «Флоры Швеции» господина Густава Иоганна Бильберга, достойнейшего собрата по Судебной палате и рыцаря ордена Полярной Звезды.

Из книги Карла Тунберга Plantarum Brasiliensium… («Растения Бразилии») 3: 30. 23 мая 1821.

Оригинальный текст (лат.)Nomen dare voluit, deditque illustr. Praefes in honorem Botanici longe Celeberrimi, Florae Svecicae elegantissimae jam Auctoris mentissimi, Domini Gust. Johan Billberg. Confiliarii Camerae Rationalis dignissimi et Equitis de Stella polari splendidissimi.